# Товсте (Кременчуцький район)
Товсте́ — село в Україні, у Семенівській селищній громаді Кременчуцького району Полтавської області. Населення становить 296 осіб. До 2017 року — адміністративний центр Товстівської сільської ради.

## Географія
Село Товсте розташоване за 140&nbspкм від обласного центру та 80&nbspкм від районного центру, на березі річки Оболонь, вище за течією на відстані 2,5 км розташоване село Вільне. Річка в цьому місці пересихає, на ній зроблена загата. Через село пролягає автошлях обласного значення О01721298.

## Історія
12 жовтня 2017 року, в ході децентралізації, Товстівська сільська рада об'єднана з Семенівською селищною громадою.
12 червня 2020 року, відповідно до розпорядження Кабінету Міністрів України № 721-р «Про визначення адміністративних центрів та затвердження територій територіальних громад Полтавської області», село увійшло до складу Семенівської селищної міської громади.
19 липня 2020 року, в результаті адміністративно - територіальної реформи та ліквідації Семенівського району, село увійшло до складу новоутвореного Кременчуцького району.

## Відома особа
Уродженець села:
- Сливенко Петро Павлович (1883—1943) — український громадський і державний діяч, дипломат. Консул Української Держави у Гельсінкі, тимчасово повірений УНР у Фінляндії, відомий діяч серед українців у Фінляндії.